# Музикална гама
Вижте пояснителната страница за други значения на гама.
Музикална гама в теория на музиката е всеки набор от музикални ноти, подредени по основна честота или височина. Скалата, подредена по увеличаване на височината, е възходяща скала, а скалата, подредена по намаляване на височината, е низходяща.
Често, особено в контекста на обичайната практика, повечето или цялата мелодия и хармония на музикално произведение се изграждат с помощта на нотите на една гама, която може удобно да бъде представена върху петолиние със стандартна музикална арматура.

## Хроматична гама
Хроматичната гама е музикална гама с 12 тона, всеки от които е полутон, известен още като половин стъпка над или под съседните си тонове. В резултат на това в 12-тонов равен темпериран строй, хроматичната гама покрива всичките 12 от наличните тона. По този начин има само една хроматична гама, тъй като всяка хроматична гама е идентична при транспониране, инверсия и ретроградна спрямо всяка друга.